# Young Sheldon
Young Sheldon (lit. ‘El jove Sheldon’) és una sèrie de televisió nord-americana creada per Chuck Lorre i Steven Molaro. Es tracta d'una preqüela de The Big Bang Theory. La trama es desenvolupa a una població fíctícia anomenada Medford, a Texas, al voltant del personatge de Sheldon Cooper nen i adolescent, interpretat per Iain Armitage. El propi Jim Parsons, que interpreta Sheldon a la sèrie original, fa de narrador en la història. Als Estats Units, la sèrie es va estrenar el 25 de setembre de 2017 i el primer episodi va ser vist per 17,21 milions d'espectadors.
El 6 de gener de 2018 es va anunciar la renovació per a una segona temporada, d'un total de 7.

## Història
Comença en la infància del nen prodigi Sheldon Cooper i en la seva incorporació a l'institut, a la primerenca edat de 9 anys i acaba a la universitat, als 14. També es mostra la relació que manté Sheldon amb la resta de membres de la seva família, dels quals ja se n'ha parlat anteriorment en la popular sèrie The Big Bang Theory.

## Repartiment

### Principal
- Iain Armitage com Sheldon Cooper: Un nen prodigi de 9 anys.
- Zoe Perry com Mary Cooper: La mare de Sheldon.
- Lance Barber com George Cooper: El pare de Sheldon.
- Montana Jordan com Georgie Cooper: Germà major de Sheldon.
- Raegan Revord com Missy Cooper: Germana bessona de Sheldon.
- Annie Potts com Meemaw: Àvia de Sheldon.
- Emily Osment com Amanda McAllister: Dona de Georgie Cooper

### Secundari
- Ryan Phuong com Tam: Amic vietnamita de Sheldon.
- Isabel i Zariah Booko com Constance Cooper: Neboda de Sheldon
- Wyatt McClure com Billy Sparks: Veí de la família Cooper.
- Danielle Pinnock com Mrs. Ingram: Professora de l'institut.
- Valerie Mahaffey com Mrs. MacElroy: Professora de l'institut.
- Doc Farrow com Mr. Wilkins: Professor/Entrenador de l'institut.
- Brian Stepanek com Mr. Givens: Professor de l'institut.
- Melissa Tang com a Ms. Fenley: Professora de música de l'institut.
- Rex Linn com a Director Peterson: Director de l'institut.
- Matt Hobby com Pastor Hodgkins.
- Bob Newhart com a Professor Protó: Divulgador científic i personatge televisiu.

## Producció
El desenvolupament de la preqüela, va començar al novembre de 2016. La idea original va ser de Jim Parsons que va traslladar-la als productors de CBS de la sèrie original. Al març de l'any següent Armitage i Perry (filla de Laurie Metcalf, que interpretava el mateix personatge a la sèrie original) van ser seleccionats per al càsting i va començar el rodatge, per llançar l'episodi pilot al setembre de 2017.